# Stade Vince-Lombardi
Le stade Vince-Lombardi (en italien : Stadio Vince Lombardi) est un stade omnisports italien (servant principalement pour le football américain) situé dans la ville de Castel Giorgio, en Ombrie.
Le stade, inauguré en 1980, sert d'enceinte à domicile à la FIDAF.
Il porte le nom de Vince Lombardi, entraîneur américain d'origine italienne de football américain.

## Histoire
Le stade ouvre ses portes en 1980. Il est le tout premier stade de football américain en Europe en dehors des bases de l'OTAN, grâce à une collaboration entre Giuseppe Calistri, maire de Castel Giorgio de l'époque, et Bruno Beneck, président de l'époque de la Fédération italienne de baseball et de softball (FIBS) et pionnier du football américain en Italie.
Dès sa première année, le stade accueille le tout premier championnat d'Italie de football américain (six matchs disputés entre le 19 juillet et le 3 août), puis à nouveau lors de l'année suivante (trois matchs disputés entre le 31 mai et le 5 juillet).
Le 14 juin 1981, le premier match international de football américain sur le sol italien a lieu au stade, entre l'Italie et l'Allemagne de l'Ouest (défaite 12-0 de l'Italie).
Le stade accueille six matchs du championnat d'Europe 1983 de football américain (entre le 23 juillet et le 31 juillet).
Entre 1985 et 2016, le stade sert également d'antre pour les matchs à domicile aux équipes de football locales (dont l'USD Castel Giorgio).
Le stade est aujourd'hui le stade officiel et le centre technique de la Fédération italienne de football américain (FIDAF).
Il accueille également la plupart des matchs du Superbowl italien et des finales de championnats nationaux de football américain.

## Événements

### Matchs internationaux de football américain
| Date            | Compétition               | Équipes                            | Score | Affluence |
| --------------- | ------------------------- | ---------------------------------- | ----- | --------- |
| 12 juin 1981    | Match amical              | Italie — Allemagne de l'Ouest      | 0-12  | —         |
| 23 juillet 1983 | Championnat d'Europe 1983 | Finlande — France                  | 52-0  | —         |
| 23 juillet 1983 | Championnat d'Europe 1983 | Italie — Autriche                  | 87-0  | —         |
| 27 juillet 1983 | Championnat d'Europe 1983 | Finlande — Allemagne de l'Ouest    | 33-8  | —         |
| 1983            | Championnat d'Europe 1983 | France — Autriche                  | 72-0  | —         |
| 1983            | Championnat d'Europe 1983 | Allemagne de l'Ouest — France      | 27-20 | —         |
| 31 juillet 1983 | Championnat d'Europe 1983 | Italie — Finlande                  | 18-6  | —         |
| 16 juillet 2016 | Il Ritorno dei Supermen   | Italie - 19 ans — Espagne - 19 ans | 0-29  | —         |
| 16 juillet 2016 | Il Ritorno dei Supermen   | Italie féminine — Espagne féminine | 0-21  | —         |
| 17 juillet 2016 | Il Ritorno dei Supermen   | Italie — France                    | 15-23 | —         |